# Dama Vermella de Paviland
La Dama Vermella de Paviland (en anglès: Red Lady of Paviland) és un esquelet humà, (que en realitat pertany a un home) gairebé complet i datat del Paleolític Superior, està tintat amb ocre vermell. Va ser descobert l'any 1823 i es calcula que té 33.000 anys. Es tracta d'un dels més antics enterraments cerimonials descoberts a Europa occidental. Aquest ossos van ser descoberts entre el 18 i 25 de gener d 1823 pel Rev. William Buckland durant una excavació arqueològica a Goat's Hole Cave, una cova calcària situada entre Port Eynon i Rhossili, a la Península Gower, del sud de Gal·les.
Buckland va creure que era l'esquelet d'una dona i de la Bretanya romana. Tanmateix les anàlisi posteriors van demostrar que les restes eren d'un home jove i calibrat per radiocarboni l'any 2009 es va mostrar que tenien 30.000 anys;(BP).

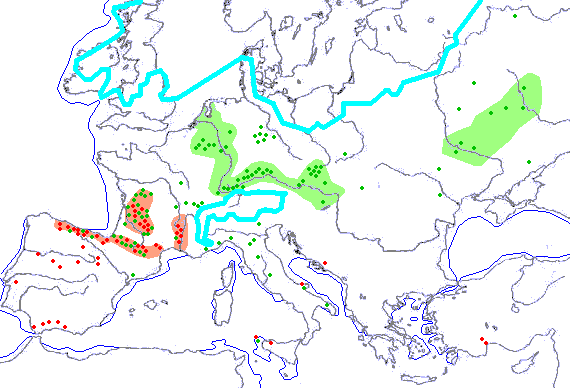
Mapa que mostra les troballes del Paleolític Superior a Europa.